# Fades
Fades es un grupo de música mallorquín en lengua catalana que reivindica la conciencia lingüística y la lucha por los derechos LGBT. Son una de las propuestas musicales emergentes de las Islas Baleares con mayor fuerza del siglo XXI.

## Historia
Nacido espontáneamente a finales de 2022, está formado por dos mallorquines y un catalán, los tres estudiantes de filología catalana: Ferran Pi, Vicenç Calafell y Àngel Exojo. Se conocieron a partir de coincidir en la Universidad de las Islas Baleares. La idea del proyecto surgió para llenar un vacío en la industria: hasta el momento no había música marcadamente queer de Mallorca. El nombre del grupo es la reapropiación de un insulto proferido contra miembros de la comunidad LGBTIQ+.
Autoproducidos, hacen una mezcla de pop, house y música urbana. Se inspiran en La Zowi, Frank Ocean, Beyoncé, ZOO, Bad Gyal y el k-pop, entre otros. Uno de sus rasgos distintivos es el uso acentuado del autotune. Como artistas, se sienten muy identificados con la Generación Z y ven a las redes sociales como un apoyo.
Debutaron en el 2022 con el sencillo «Gay Revenge», un sampleo de la canción «Idò un cafè» de Maria Hein. Más adelante, en abril de 2023, presentaron el álbum Amigues i autotune, del que tuvieron eco sobre todo las canciones «Casual» y «123». Los siguientes lanzamientos más destacables del grupo son, por un lado, el de "Catalonian Girls", que versiona "California Gurls" de Katy Perry haciendo foco en el verano mediterráneo y menciona explícitamente a Cala Rajada; y, por otra, «Mai neva a Ciutat», un sampleo de «Me desplom» de Maria Jaume bautizado con el título de una emblemática serie mallorquina de IB3. En 2024, publicaron su segundo álbum, titulado Metallix, del que habían avanzado como sencillos «Bombó de Licor», «Minifalda», «G&G» y «Frikis», además de otras canciones en conciertos. Celebraron la fiesta de preescucha del disco en el Espai Mallorca y grabaron su primer videoclip como artistas con «Artificial», que pertenecía al segundo álbum. Este segundo disco les mereció el Premio Nube Calandría de la revista Núvol, ex aequo con el grupo Svetlana por Marrana.
En el primer año de actividad, tocaron en más de veinte eventos, de entre los cuales la fiesta del aniversario del Bar Flexas de Palma, el Correplazas de Manacor, el Orgullo de Felanich, el festival MoboFest de 2023 y en varios shows en Barcelona. Durante el verano de 2024, comparecieron en diferentes festivales, como el Mallorca Live en Calviá, el Feslloc en Castellón de la Plana, el Caparruts en Capdepera y la Atlántida Film Fest en Palma, como también en fiestas mayores de Sants, Cataluña, Tarragona, Argensola o las Fiestas de la Merced, en Barcelona.
El 14 de agosto del 2023, en un concierto en Esporlas por las Fiestas de Sa Vilanova, proclamaron un grito contra el fascismo, la homofobia y la catalanofobia. Por eso, la concejala de Vox Andrea Busquets, que asistió a ella, se sintió aludida y anunció que recibirían una denuncia por cometer un delito de odio. Sin embargo, pocos días después, la concejala de Igualdad y Diversidad Maria Roig hizo público que PAS-MÁS Esporlas presentaría una moción en defensa de Fades y de la comisión organizadora de la fiesta en el pleno municipal de finales de septiembre. Dicha moción se aprobó con 6 votos a favor de PASO-MÁS y 4 en contra del PP y Vox.

## Discografía

### Sencillos
- «123» (2022)
- Cacaolat (Què em diràs?) (2022)
- Gay Revenge (2022)
- «Catalonian Girls» (con Caldo) (2023)
- «Mai neva a Ciutat» (2023)
- Bombó de Licor (2024)
- Minifalda (2024)
- G&G (2024)
- Frikis (con Plan-ET) (2024)

### Álbumes
- Amigas i autotune (2023)
- Metallix (2024)